# Lagkáda (ort i Grekland, Nordegeiska öarna, Chios, lat 38,48, long 26,12)
Lagkáda (Lagadha, Lagkada) är en ort i Grekland.   Den ligger i prefekturen Chios och regionen Nordegeiska öarna, i den östra delen av landet, 220 km öster om huvudstaden Aten. Lagkáda ligger 12 meter över havet och antalet invånare är 760.
Terrängen runt Lagkáda är varierad. Havet är nära Lagkáda österut.  Närmaste större samhälle är Chios, 12,3 km söder om Lagkáda. Trakten runt Lagkáda består i huvudsak av gräsmarker.